# Філонова балка
Філонова балка — комплексна пам'ятка природи місцевого значення. Об'єкт розташований на території Бердянського району Запорізької області, околиця села Калайтінівка.
Площа — 3 га, статус отриманий у 1984 році.

## Галерея

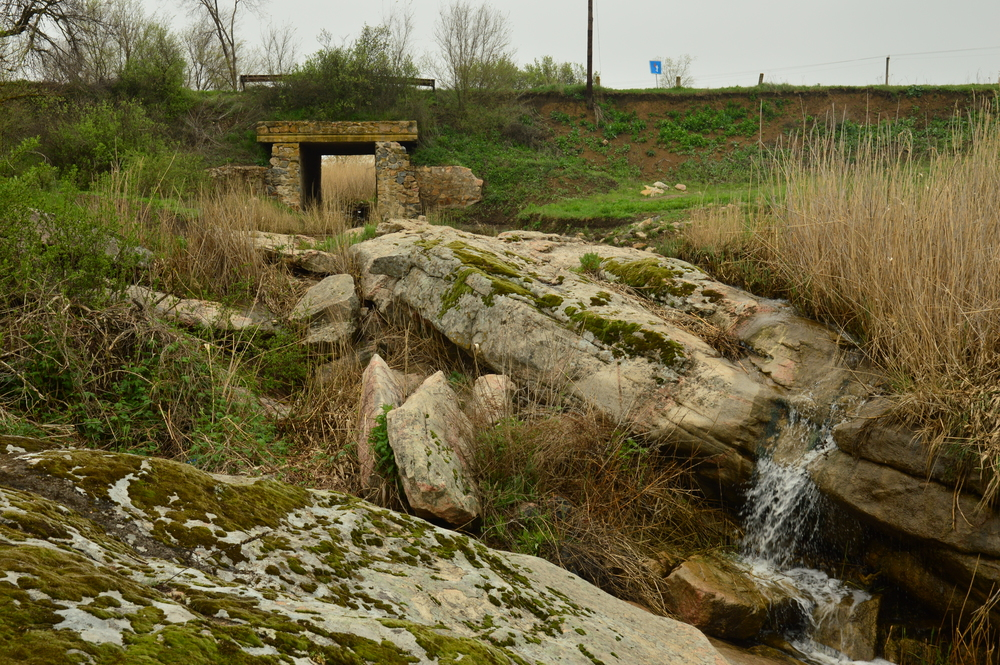
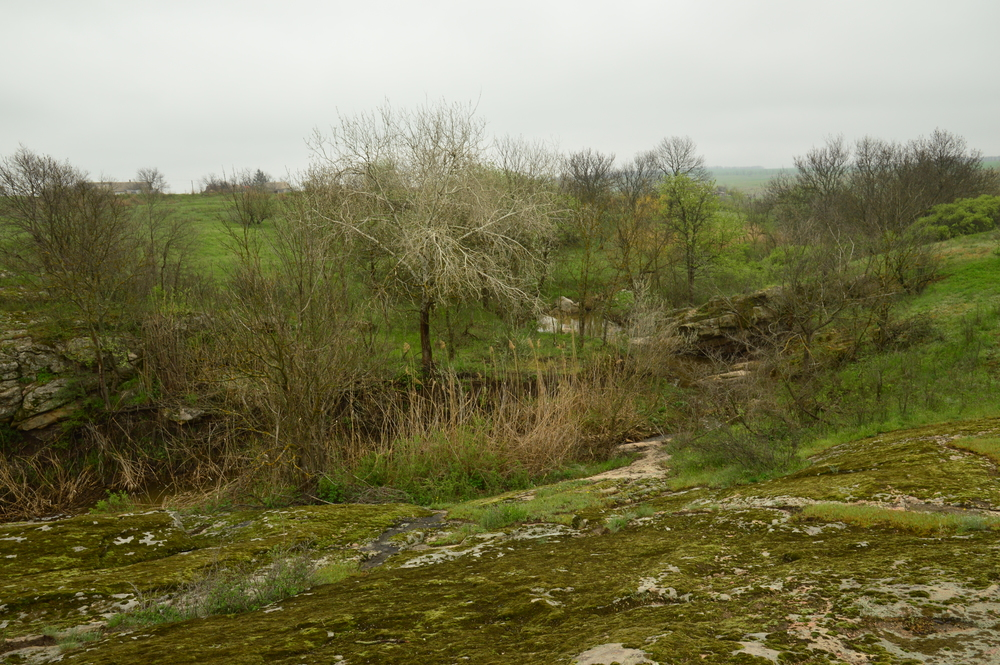
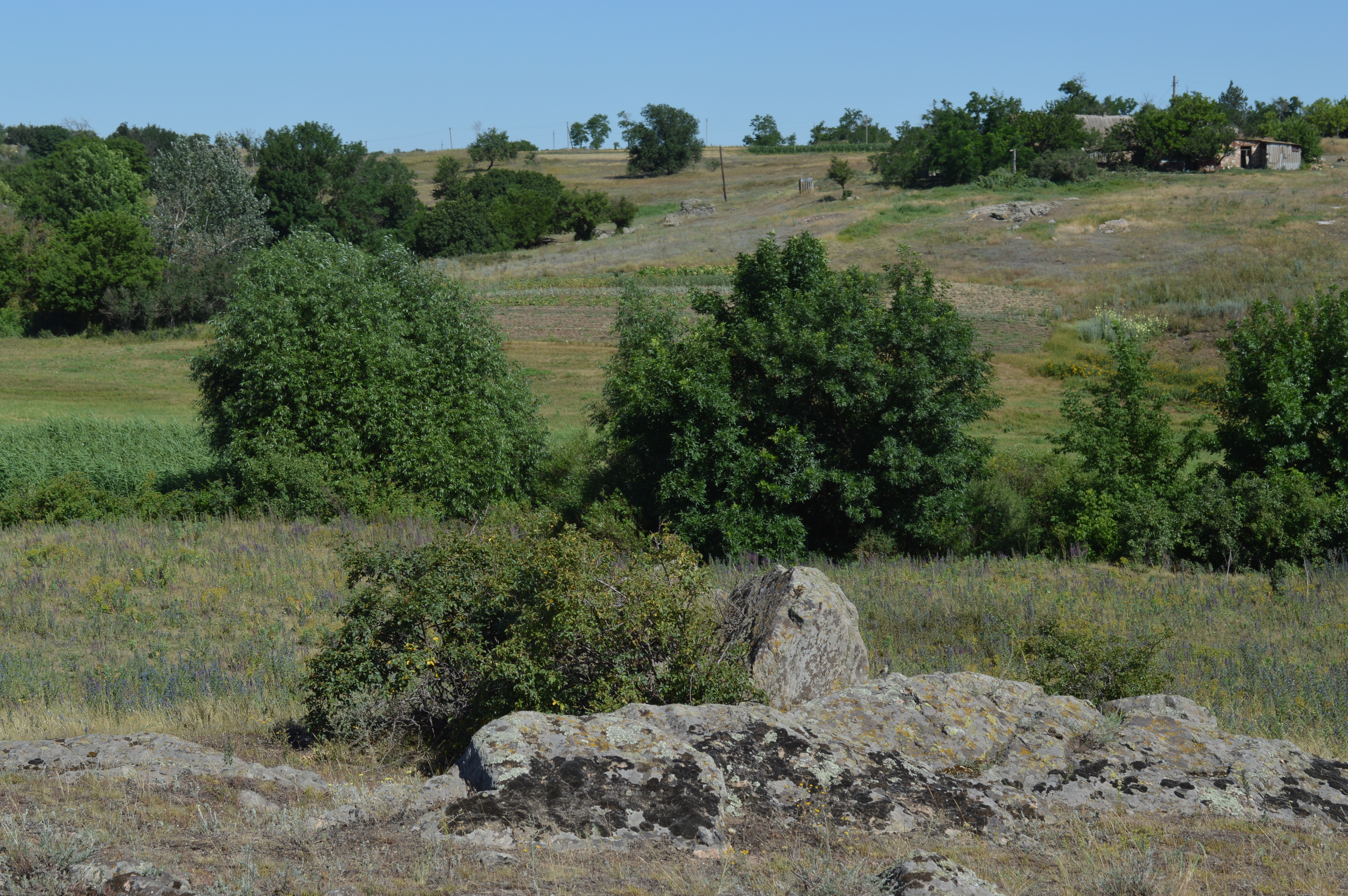